# Ahja
Ahja (em estoniano:  Ahja vald) é um município rural estoniano localizado na região de Põlvamaa.